# 陳紫渝
陳紫渝（1998年11月12日—），中華民國無黨籍政治人物，現任新北市永和區永福里里長。

## 生平
陳紫渝畢業於德明財經科技大學財務金融系，曾任人壽保險理賠專員。
其父是中國國民黨籍的新北市永和區協和里里長陳昱庭。其母唐媺琴在2018年中華民國地方公職人員選舉期間曾參選新北市永和區永福里里長，最終落選，自己是受到母親的影響決定參選新北市永和區永福里里長。
2022年中華民國地方公職人員選舉中，陳紫渝以788票成功當選。2024年11月與永和分局員警涂濬威登記結婚，5月補辦婚宴。

## 選舉紀錄
| 年度 | 選舉屆數             | 選舉區             | 所屬政黨 | 得票數 | 得票率 | 當選標記 | 備註 |
| ---- | -------------------- | ------------------ | -------- | ------ | ------ | -------- | ---- |
| 2022 | 第四屆永福里里長選舉 | 新北市永和區永福里 | 無黨籍   | 788    | 52.22% |          |      |

## 外部連結
- 永福里里長-陳紫渝的Facebook專頁
- Eva 陳紫渝的Instagram帳戶